# Alado 18
L'Alado 18 est une classe de catamaran de sport de type F 18 (Formula 18), produit depuis 1991 à Étel dans le Morbihan. Il est gréé en sloop.